# Мария Цънцарова
Мария Цънцарова е българска телевизионна водеща и разследваща журналистка. Тя е сред водещите на неделното издание на „Тази събота и неделя“ по Би Ти Ви.

## Биография
Родена е на 13 януари 1986 г. в град Карлово, Народна република България. Завършва журналистика в Софийския университет „Св. Климент Охридски“, а след това магистратура по мениджмънт в Нов български университет.
През 2014 г. тя се омъжва за Симо Голев, с когото се познават още като ученици, в родния си град. През 2017 г. им се ражда син, а през 2019 г. е роден вторият им син.
През 2013 г. става част от екипа на Би Ти Ви, където през годините е разследваща журналистка и емблематичен водещ на актуални предавания в ефира на bTV. Сред емблематичните поредици, на които тя е автор и водещ е „На 180 градуса“ в предаването „120 минути“. Сред знаковите ѝ репортажи като разследваща журналистка са разкритията ѝ за схемите на ДПС за купуване на гласове, както и за хора от подземния свят, а и за незаконните сондажи по отсечка от магистрала „Струма“. Голям обществен отзвук предизвиква и репортажът ѝ за платформата „Хелп Карма“.
През 2020 г., в традиционния ежегоден конкурс на Би Ти Ви Новините е избрана за „Репортер на годината“. През март 2022 г. става водеща на предаването „Защо, господин министър?“.

## Отличия
Тя е носителка на множество отличия, сред които награда от фондация „Радостина Константинова“ (2013), отличие от фонд „Валя Крушкина“ (2014), приза на НБУ „Журналист на годината“ (2014), награда за телевизионна журналистика „Свети Влас“ (2020), признанието от СБЖ за най-добър „Млад журналист“ (2020), както и отличието „Журналист на годината“ на БХК (2020).